# Geometría no arquimediana
En matemáticas, una geometría no arquimediana es cualquiera de las distintas formas de geometría en las que se niega el axioma de Arquímedes. Un ejemplo de tal geometría es el plano de Dehn. Las geometrías no arquimedianas pueden, como indica el ejemplo, tener propiedades significativamente diferentes que la geometría euclídea.
Hay dos sentidos en los que se puede usar el término, refiriéndose a geometrías sobre cuerpos que violan uno de los dos sentidos del axioma de Arquímedes (es decir, con respecto al orden o magnitud).

## Geometría sobre un campo ordenado no arquimediano
El primer sentido del término es la geometría sobre un cuerpo ordenado no arquimediano, o un subconjunto del mismo. El plano de Dehn antes mencionado toma el autoproducto de la porción finita de un determinado campo ordenado no arquimediano basado en el cuerpo de las funciones racionales. En esta geometría, existen diferencias significativas con la geometría euclídea; en particular, hay infinitas paralelas a una línea recta que pasan por un punto (por lo que no se cumple el quinto postulado de Euclides), pero la suma de los ángulos de un triángulo sigue siendo un ángulo de 180°.
Intuitivamente, en tal espacio, los puntos de una línea no pueden describirse mediante números reales o un subconjunto de ellos, y existen segmentos de longitud infinita o infinitesimal.

## Geometría sobre un cuerpo con valor no arquimediano
El segundo sentido del término es la geometría métrica sobre la función valor sobre un cuerpo no arquimediano, o sobre un espacio ultramétrico. En un espacio así, aparecen aún más contradicciones con la geometría euclídea. Por ejemplo, todos los triángulos son isósceles y se superponen en anidamientos de bolas. Un ejemplo de dicho espacio son los números p-ádicos.
Intuitivamente, en un espacio así, no es posible sumar ni acumular distancias.